# Hyperoodon planifrons
Espèce
Statut de conservation UICN

 LC  : Préoccupation mineure
Statut CITES
 L'hypéroodon antarctique ou Hypérodon austral (Hyperoodon planifrons) est une espèce de cétacés de la famille des Ziphiidae. Cette espèce n'est pas menacée.

## Description
Il mesure en moyenne 6,5 m et peut atteindre jusqu'à 9 m de long ; il pèse de 4 à 8 tonnes.
Mâle: 7 m pour un poids de 6,2 tonnes
Femelle: 7,50 m pour un poids de 7,9 tonnes
Sa peau est gris métallique sombre, s'éclaircissant en bleuâtre sur les flancs, plus pâle en dessous (il s'agit des couleurs d'animaux morts; vivants, ils peuvent être plus bruns que bleus).

## Alimentation
Il vit en groupe de 2 à 10 individus, chasse et mange des calmars et des poissons en dessous de 1 000 m ainsi que des échinodermes et des crustacés.

## Reproduction
La maturité sexuelle apparaît entre 7 et 12 ans et la gestation dure un an.

## Répartition
Eaux tempérées de l'hémisphère Sud.
Échoue en Argentine, au large des Malouines, du Brésil, du Chili, de l'Australie, de la Nouvelle-Zélande et d'Afrique du Sud.